# Apomecyna reducta
Apomecyna reducta là một loài bọ cánh cứng trong họ Cerambycidae.